# Capitale Juan Manuel Cajigal
Capitale Juan Manuel Cajigal est l'une des deux divisions territoriales et statistiques de la municipalité de Juan Manuel Cajigal dans l'État d'Anzoátegui au Venezuela. À des fins statistiques, l'Institut national de la statistique du Venezuela a créé le terme de « parroquia capital », ici traduit par le terme « capitale » qui correspond au territoire où se trouve le chef-lieu de la municipalité afin de couvrir ce vide spatial, qui, selon la loi sur la division politique territoriale publiée dans le Journal officiel de l'État « n'attribue pas de hiérarchie politique territoriale, ni de description de ses limites respectives ». Ce territoire s'articule autour d'Onoto, chef-lieu de la municipalité.

## Géographie

### Démographie
Hormis Onoto, divisée en quartiers et ville autour de laquelle s'articule la division territoriale et statistique, cette dernière possède plusieurs localités dont :
- El Caribe
- Granadillo
- La Ceiba
- Guaribe
- La Encantada
- La Palmita
- La Verdosa
- La Villa
- Los Lechozos
- Onoto
  - La Busca
  - Mapurite
- Santa Teresa